# リスーマー
リスーマーはオンラインテキスト要約ツール で、読み上げアシスタントです。 このプラットフォームはは2016年にRony Epaminondas氏によって立ち上げられました。

## 実用的な機能
リスーマーは、文書の長さや性質（新聞記事、科学雑誌、エッセイ、書籍、 等）に関係なく、あらゆるテキストを要約できるオンラインツールを提供しています。 Google ChromeとMozilla Firefoxのブラウザ拡張機能でも利用可能です。
このプラットフォームには、概要を全て読上げることが出来る読上げ機能を備えております。ユーザーは、この読上げ機能と直接話をして、気になる質問をしたり、色々な角度で文字を書くように依頼してみたり、文書の中の特定の部分を理解したりすることが出来ます。
このツールには、自動翻訳、書き換え、キーワード抽出、音声アシスタント 、要約のダウンロード等、その他の機能があります。任意の長さの文書をツールに入力すると、ユーザーは大きなファイルを処理して高速で読むことが出来ます。
サイトは、14カ国語に翻訳されていて、文字の要約ツールは、66カ国語を処理出来ます。

## 使い方
オンラインツールでは、ユーザーは文書をテキスト範囲に取り込んだり、コピーして貼り付けた後に、クリックすることで「要約」します。文書の要約が自動的に行われ、情報をまとめたり、重要な箇所を抽出したりする為の機能があります。
ユーザーは、テキストを別言語に自動的に翻訳して要約したり、書き変えて自動的に書き直したり、PDFやワードとしてダウンロードしたりすることもできます。

## 歴史
2013年には、Rony Epaminondas氏は専門分野、ソーシャルネットワーク、メディアの情報の過剰さに注目し、テキストを素早く要約する為のオンラインプラットフォームのアイデアを考え始めました。彼は「認知論理」に基づくアルゴリズム開発に取組みました。 そして彼は、Google翻訳等のオンライン翻訳によって作られる自動翻訳の「自動要約」の対応を構想しました。 そこで彼は、 リスーマーと呼ばれる「テキスト要約」を通じてテキスト処理アルゴリズムを実用化することにしました。
2016年には、彼はフランス語の自動概要だけを作るプラットフォームの初期版を立上げることに成功しました。 このツールは、立上げ後すぐに成功を収めました。Rony Epaminondas氏はは、その他の言語、特に英語とスペイン語に適応させることにしました。
2017年には、リスーマーにテキストの速読を簡単にする為に「分析」要約機能を組み込みました。
2018年には、リスーマーはテキスト構造を維持しながらパーセンテージでテキストをまとめて簡略化した情報に変化させることに重点を置いた「マニュアル」要約機能を組み込みました。
2019年には、リスーマーはテキストからデータを抽出出来る「最適化された」要約機能を組み込みました。
2020年には、リスーマーは高度な機能オプションを備えた有料版の提供を開始しました。
2023年、リスーマーはどの様な種類の文書も読みやすい要約等、色々な機能を備えた多言語読上げ機能を立上げました。
リスーマーは、このプラットフォーム上で1日当たり平均500万件の要約文を処理しています。

## 学術的な使われ方
リスーマーは、研究、教育、ジャーナリズムで使われています。

### オプション
プラットフォームには自動、手動、最適化、分析的な要約が含まれており、ユーザーは自分の読書ニーズだけでなく文書に合わせて読上げモードを選択出来る様になります。

### 費用
リスーマーは、デフォルトでは無料で使用でき、文字数制限などもございません。使用にあたってはアカウントを作成する必要などもございません。

### 複数言語対応
このツールは、複数言語のテキストを処理できます。リスーマーは、留学生や外国語を勉強している人にとって便利です。テキストを勉強する為に自動要約サービスへアクセスする時には、言葉の壁はありません。

## パートナーシップ
- GeekHebdo
- Journalism.co.uk
- BrainBuxa